# Леон Сапиеха
Леон Сапиеха (Варшава, 18. септембар 1803 — 1. септембар 1878), понекад у писаним изворима поменут и као Леон Сапиега, био је галицијски племић (шлахчић) и државник.

## Биографија
Рођен је у Варшави, где се и школовао, а студирао је право и економију у Паризу и Единбургу од 1820. до 1824. године. Почео је да ради у администрацији у Пољској (Конгресној) Краљевини . Након избијања Новембарског устанка 1830. напушта Руско царство и учествовује у дипломатским мисијама Пољске националне владе у Француској и Великој Британији. Након тога се враћа и учествује у устанку у чину артиљеријског капетана, између осталих у одбрани Варшаве 6. и 7. септембра. За тај чин је добио одликовање. Након пропасти устанка настанио се у Галицији, тада у саставу Аустријског царства . 1835. године руске власти су му конфисковале имања у Конгресу Пољске као казну за његово учешће у неуспелом устанку. Леон Сапеха је био један од вођа русинског сабора . 
Био је члан кругова "Националног покрета" и имао је контакте са " Хотелом Ламберт ". Постао је члан Националног сејма ( Дијета Галиције ) у аустроугарској покрајини Галицији, члан Аустријског државног већа и члан царског Херенхауса 1861. године. У 1863. години није учествовао у јануарском устанку у Пољској под руском окупацијом, али је томе значајно допринео са стране финансија. Од 1861. до 1875. служио је као маршал Сејма . Године 1875. повукао се из политичког живота.
Током своје каријере посветио је много енергије агитовању за развој железнице у Галицији, верујући да је то централно за развој региона и животе становника, претежно Пољака. Након неколико година борбе да обезбеди подршку у Бечу за своје планове, успео је да покрене изградњу железничке линије Карл Лудвиг која је повезивала железничку линију у Кракову са Лавовом и Бродијем и повезивала Галицију са остатком Европе. То се догодило 1858. године. 

## Заоставштина
Град Станислав (данас Ивано-Франкивск ) је 1869. године назвао своју улицу по њему. Данас је то Улица независности. Првобитно име је носила до почетка Другог светског рата.